# 시난주
시난주(MSN-06S SINANJU)는 후쿠이 하루토시(福井晴敏)의 소설 「기동전사 건담 UC(機動戦士ガンダムUC)」에 등장하는 모빌슈트로 불리는 가공의 병기다. 반지구 세력인 네오지온의 파생조직 「소데츠키(袖付き-직역시 소맷동, 국내 뉴타입판에서는 소매달린놈, 소설판에서는 소데츠키라고 표기된다.)」이 보유한 모빌슈트로, 파일럿은 풀 프론탈. 모빌  네오지옹

## 기체해설
| 시난주 SINANJU |                                                                                                 |
| 형식번호       | MSN-06S                                                                                         |
| 소속           | 소데츠키                                                                                        |
| 개발           | 애너하임 일렉트로닉스사                                                                         |
| 전고           | 22.6m                                                                                           |
| 중량           | 25.2t                                                                                           |
| 출력           | 3,240kW                                                                                         |
| 추진력         | 128,600kg                                                                                       |
| 센서유효반경   | 23,600km                                                                                        |
| 장갑           | 건다리움 합금                                                                                   |
| 무장           | 발칸포×2 빔 라이플×1 빔 사벨×2 빔 액스×2 그레네이드 런처×1 실드×1 로켓 바주카×+α 빔 개틀링건×+α |
| 파일럿         | 풀 프론탈                                                                                       |

UC계획의 일환으로서 애너하임 일렉트로닉스사가 개발한 시작 모빌슈트이다. 신형 모빌슈트 개발을 위해 데이터 수집용으로 제조한 무버블 프레임의 일부를 사이코 프레임으로 만들어 고기동 상황하에서 사이코 프레임의 내구신뢰성, 기체 프레임의 사이코 프레임화를 통한 반응속도 향상등을 시험하여 모빌슈트의 풀 사이코 프레임화가 타탕한지 검증하는데 사용되었다. 앞서 개발된 MSN-04 사자비, RX-93 ν건담 처럼, 기본 골격인 무버블 프레임의 일부에 사이코 프레임을 도입한 뉴타입 전용기로 만들어졌다. 모빌슈트로서의 기본 성능에 충실하도록 설계되어, 판넬등의 사이코뮤 병기는 탑재하고 있지 않다. 배면의 날개 형상을 한 추진력 편향 슬래스터를 포함, 전신에 다수의 슬래스터를 탑재하고 있어 높은 기동성을 자랑한다.
이 기체는 본래 소매부분에 대한 장식이 없었으며, 컬러도 빨간색은 아니였으나, 탑승자인 풀 프론탈에 맞춰서 새롭게 만들어졌다. 추후 본래 시난주라고 불리는 기체는 강탈전의 모습을 구별하게 위해 나중에 시난주 스타인이라는 이름이 붙었다.
이 기체로 검증된 데이터가 바탕이 되어 RX-0 유니콘 건담이 개발되었기 때문에 시난주와 유니콘 건담은 형제기라고 할 수 있다. 본기는 우주세기 0094에「소데츠키」의 풀 프론탈 대령에게 강탈되어 유니콘과 대적하게 된다.
파일럿은 「소데츠키」의 최고 사령관, 풀 프론탈이 탑승한다. 붉은 외관과 높은 기동성으로 붉은 혜성으로 불리던 샤아 아즈나블을 연상시키므로「붉은 혜성의 재래」로 불린다.

## 시난주 스타인
본래 유니콘 건담 0호기였으며 실험기이기 때문에 파일럿 탑승용이 아니었다. 하지만 지구연방에서 소데츠키 상대로 이 기체를 운반하다가 강탈당하는 척 하면서 밀수를 저지르는 이른바 방산비리를 저질렀다. 지구연방에서는 실제로 탑승이 불가능한 기체라서 이렇게 고철로 팔아치웠으나 정작 풀 프론탈은 이 기체를 자신에게 맞게 리모델링해서 나타나 지구연방 사람들을 크게 놀라게 했다.

## 이름에 대한 논란
이름이 평안남도의 지명 신안주를 연상시키는 발음이라서 어떻게 써야 하는지 논란이 있었다.

## 무장
빔 라이플
전용무장으로 총신이 긴 형태를 하고 있다. 사용하지 않을 때는 등허리의 걸쇠에 장비된다. 옵션장비인 사이트 센서와 그레네이드 런처는 각각 상부와 하부에 설치할 수 있다.
빔 사벨
팔뚝 장갑 안에 수납되어 있다. 팔뚝 장갑에 장착한 채로 빔날을 전개하여 빔 톤파로 사용하는 것도 가능한데, 이 구조는 유니콘 건담으로 계승되었다.
빔 액스
실드 뒤에 장비되어 있다. 출력을 올려 대검형 빔날을 전개할 수 있다. 또한 두 개의 빔 액스를 연결해서 빔 나기나타(일본의 장병기,창)로 사용할 수도 있는데, 이 상태로 고속 회전 시키면 빔 실드의 효과를 낼 수도 있다. 대검형 빔날을 전개할 수 있는 빔 도끼라는 점에서 MSN-04 사자비의 빔 액스와 비슷하다.
실드
그레네이드 런처와 빔 액스가 수납된다. 팔뚝 장갑과 어깨 장갑의 슬래스터 유닛에 고정할 수 있다. MSN-04 사자비의 실드와 비슷한 모양이다.
로켓 바주카
빔 라이플처럼 등허리의 걸쇠에 장비할 수 있다. 포신을 늘어거나 줄일 수 있는데, 줄인 상태에서는 빔 라이플이나 실드에 설치할 수 있다.「기동전사 건담 UC　제8권 특장판」에 마스터 그레이드 시난주 ver.ka 에 장비시킬 수 있는 플라모델이 동봉되었다.
빔 개틀링건
본래 NZ-666 크샤트리아의 무장이다. 팔라우에서 탈출한 유니콘 건담이 탈취,사용했다. 시난주는 실드 뒤에 로켓 바주카와 함께 장비하여 사용한다. 빔 개틀링 건을 장비한 모습은 아직 원작에 등장하지 않았고, 「기동전사 건담 UC　제8권 특장판」에 동봉된 마스터 그레이드 시난주 ver.ka의 로켓 바주카 플라모델의 상자와 매뉴얼에서 확인할 수 있을 뿐이다.

## 같이 보기
- 건담 시리즈에 등장하는 병기 일람표